# Eau de Gaga

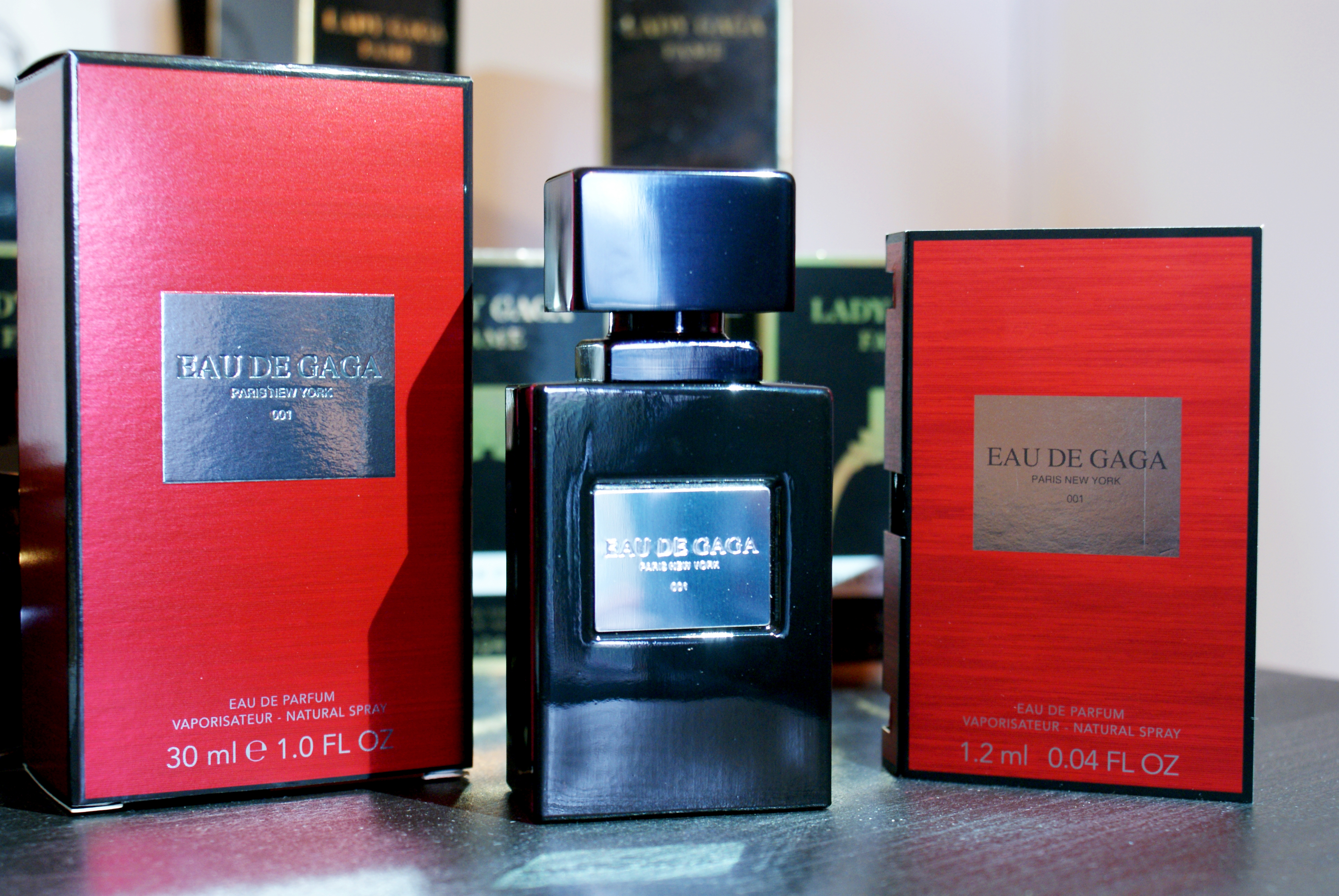

Az Eau de Gaga Lady Gaga amerikai énekesnő második parfümje, amely 2014. szeptember 1-jén jelent meg. A megjelenés hírét és részleteit a Haus Laboratories weboldalán osztották meg. Az uniszex Eau de Gaga jellegzetes illatjegyei közt a fehér viola, a lime és a bőr szerepelnek.

## Előkészületek
2014 augusztusában közösségi médiafelületein keresztül Gaga bejelentette, hogy Haus Laboratories kiadójával és a Coty Inc. kozmetikai vállalattal együttműködve megjelenteti második parfümjét Eau de Gaga néven. Egy promóciós képet is megosztott a kiadvány fotósorozatából, amelyen férfiak veszik körül, ami arra utalt, hogy mindkét nem számára ajánlják a terméket. Ez az elgondolás a parfüm szlogenjében is megjelenik: „A kalandvágyó nőnek és a férfinak, aki szereti őt”. A reklámkampányt Steven Klein rendezte és fotózta, akivel Gaga az első, Fame című parfümjének népszerűsítése során is együtt dolgozott. Először szeptemberben jelent meg Franciaországban, Lengyelországban, Németországban, az Egyesült Királyságban, Spanyolországban és más európai országokban. Ázsiában, Óceániában, Oroszországban, Dániában és még néhány európai országban novemberben mutatták be. Végül az Egyesült Államokban és Kanadában 2015. január 15-én került a boltok polcaira.

## Csomagolás és kollekció
Az Eau de Gaga üvege fekete színű, amelyen a férfi és a női stílus stílusjegyeket is meg szerették volna jeleníteni, doboza pedig piros színű és téglatest alakú. A doboz elején a következő felirat olvasható: „Eau de Gaga: Paris New York 001”. A 001 megnevezés arra utal, hogy egy tervezett parfümkollekció első részeként jelenik meg, amihez várható folytatás. Árultak a parfümtől külön Eau de Gaga testápolót és tusfürdőt is, amelyeket hasonló stílusú piros dobozban jelentettek meg. A parfümöt 15 ml-es, 30 ml-es, 50 ml-es és 75 ml-es méretben adták ki, míg a testápolót és a tusfürdőt 75 ml-es és 200 ml-es méretben dobták piacra.

## Népszerűsítés
2014 augusztusában Gaga bemutatta az első promóciós képet a parfümhöz. A képen férfiak gyűrűjében illetve férfiakon fekve látható. Ezt követően feltöltötték a hivatalos posztert is Gaga közösségi médiaoldalaira. A Haus Laboratories honlapján megjelent egy visszaszámlálás is a kiadvány részleteinek megjelenéséig. A visszaszámlálás lejártakor további promóciós fotók, az árazás, az összetevők és sok egyéb információ is bemutatásra került.
2014. szeptember 19-én megjelent az Eau de Gaga reklámvideója is, amiben Gaga látható szőke hajjal egy mély dekoltázsú ruhában, miközben férfi modellek veszik körül és rajtuk fekszik. A háttérben az I Can’t Give You Anything but Love című dala szól, amelyet Tony Bennett-tel duettben készített el és a Cheek to Cheek című közös dzsesszalbumukon jelent meg. A fekete-fehér videó egy perces és Steven Klein rendezte.

## Fordítás
- Ez a szócikk részben vagy egészben  az   Eau de Gaga című angol Wikipédia-szócikk fordításán alapul.  Az eredeti cikk szerkesztőit annak laptörténete sorolja fel. Ez a jelzés csupán a megfogalmazás eredetét és a szerzői jogokat jelzi, nem szolgál a cikkben szereplő információk forrásmegjelöléseként.